# Florêncio (tribuno)
Florêncio (em latim: Florentius) foi um oficial militar bizantino do século VI, ativo sob o imperador Justiniano (r. 527–565). Nativo da Trácia, aparece em 530 quando comandou unidade de cavalaria na Anatólia como "tribuno dos números equestres" (tribunus numeri equitum). Participou da Batalha de Satala ao lado dos generais Sitas e Doroteu e segundo Procópio dirigiu-se ao centro do exército sassânida de Mermeroes e capturou o estandarte de guerra do general, causando pânico entre as fileiras inimigas que começaram a fugir. Teria morrido em meio a confusão.

## Biografia
- Martindale, John Robert; Jones, Arnold Hugh Martin; Morris, J. (1992). The Prosopography of the Later Roman Empire - Volume III: A.D. 527–641. Cambrígia e Nova Iorque: Imprensa da Universidade de Cambrígia. ISBN 9780521201605